# Rue Louvrex
La rue Louvrex est une rue liégeoise reliant la rue Saint-Gilles à la place Sainte-Véronique. Reliant le quartier Saint-Gilles au quartier des Guillemins.

## Odonymie

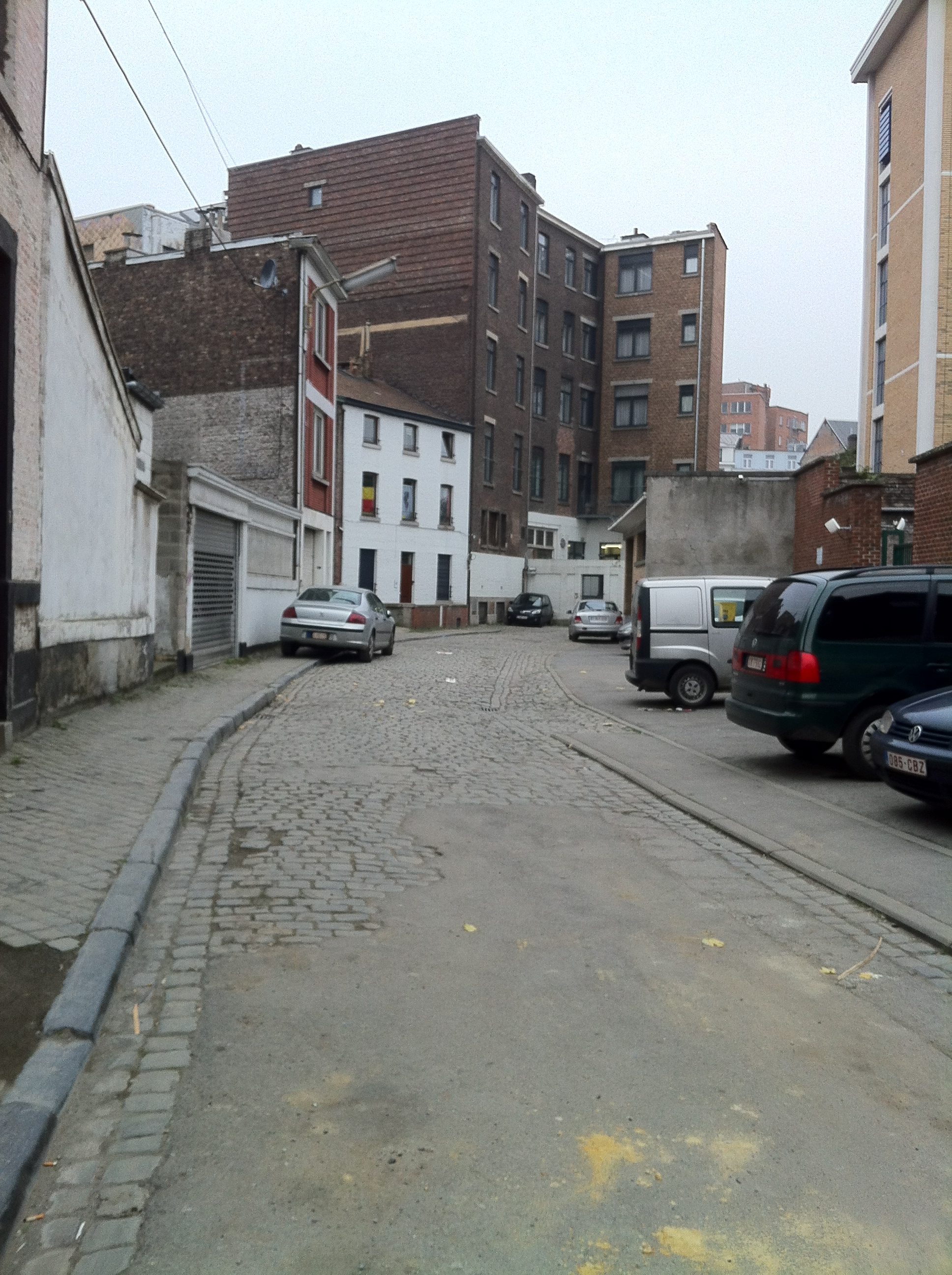
L'impasse Jonckeu en 2012

La rue porte le nom de Mathias-Guillaume de Louvrex, écuyer, seigneur de Ramelot, qui fut jurisconsulte, magistrat, diplomate et historien liégeois. En 1702, il fut également bourgmestre de Liège avec Jean-Arnould de Cartier.

## Historique
Jadis, la rue Louvrex s'appelait le Grand Jonckeu,. C'était l'une des plus longues et importantes artères de la Cité, reliant le faubourg Saint-Gilles au quartier de Fragnée. Elle commençait rue Saint-Gilles, en face de la rue Grandgagnage, décrivait ensuite une courbe entre les actuelles rues du Jardin Botanique et Sainte-Marie, puis empruntait la rue Hemricourt avant de tourner brusquement pour suivre plus ou moins l'actuelle rue du Plan Incliné. À partir du XIXe siècle, l'emprise de la gare nécessite la suppression de plusieurs parties de la rue. Au XXIe siècle  subsistait la rue Jonckeu dans le quartier des Guillemins mais à la suite de la construction de la gare TGV ayant entrainé une modification des alentours de la gare et des exportations, il ne demeure plus qu'une impasse, l'impasse Jonckeu, adjacente de la rue Paradis.

## Riverains
- Église Sainte-Véronique
- Jardin botanique classé au patrimoine immobilier de la Région wallonne
- Jardin Jean-Bernard Lejeune
- HEC-École de gestion de l'Université de Liège
- Institut d'enseignement secondaire Saint-Luc Liège

## Patrimoine
La rue compte de nombreuses maisons de styles néo-classique construites à partir de 1848.
Le couvent de Beauregard et le jardin botanique sont classés au patrimoine immobilier de la Région wallonne.

## Sculpture
Dans le jardin Jean-Bernard Lejeune, se trouve la sculpture L'Ombre, œuvre de l'artiste liégeoise Mady Andrien.

## Voies adjacentes
De la rue Fabry à la rue Saint-Gilles :
- Rue Hemricourt
- Rue Sainte-Véronique
- Place Sainte-Véronique
- Rue Sainte-Marie
- Rue des Anges
- Rue du Jardin botanique
- Rue des Augustins
- Rue Fusch
- Rue Darchis